# Cyphosticha acrolitha
Cyphosticha acrolitha är en fjärilsart som beskrevs av Edward Meyrick 1908. Cyphosticha acrolitha ingår i släktet Cyphosticha och familjen styltmalar.
Artens utbredningsområde är Sri Lanka. Inga underarter finns listade i Catalogue of Life.